# Лігус польовий
Лігус польовий (Lygus pratensis) — вид клопів родини сліпняків (Miridae).

## Поширення
Вид поширений в помірних та тропічних регіонах Європи, Африки, Азії (за винятком Китаю) та Північної Америки. Воліє теплі, відкриті та частково затінені місця проживання і регулярно його можна зустріти на полях, багатих бур'янами, перелогами та на рудеральних луках. Іноді трапляється також у тінистих, вологих лісових місцях. Вони воліють жити в трав'яному шарі, рідше на листяних деревах.

## Опис
Тіло самців завдовжки 6,1-7,3 мм, самиць — 5,8-6,7 мм. Візерунок тіла мінливий. Колір може бути зеленим, коричневим або червонуватим. Зазвичай самці мають світло-червонувато-коричневий до темно-червоного кольору, тоді як самиці мають зелений та коричневий колір. Форма тіла довгоовальна. Щиток в формі серця. Крила добре помітні, оскільки вони не повністю покриті геміелітрою. Очі, ноги та вусики червонуваті. Вусики тонкі, довші за половину довжини тіла.

## Спосіб життя
Імаго та личинки живляться соком зелених частин різних трав'янистих рослин та чагарників, а також нектаром з квітів. Зимує на стадії імаго у лісовій підстилці, мохах або під корою. Дорослі перезимувавші комахи з'являються ранньою весною (березень, квітень).
За рік буває одне-два покоління. Самиці відкладають яйця в травні та червні в квіткових бруньках або інших частинах рослин. Яйця завдовжки до 1 мм, білого кольору, вигнутою формою з плоскоусченою вершиною, відкладаються групами. Личинки спочатку невеликі, круглі і яскраві. На пізніх стадіях личинки повністю зеленіють, і їх легко можна сплутати з попелицями. Вони швидко ростуть і дуже шкідливі для рослин, оскільки у місця проколів можуть розвиватися хвороботворні грибки. На личинок полюють паразитоїдні оси Peristenus.